# Lukoran
Lukorán je naselje ob istoimenskem zaliv na otoku Ugljanu (Hrvaška), ki upravno spada pod občino Preko Zadrske županije.

## Geografija
Lukoran je eno najslikovitejših naselij na otoku. Sestavljata ga dve večji naselji: Veli in Mali Lukoran, ter več zaselkov. Veli Lukoran leži v središčnem delu otoka. Nahaja se ob poljih, ki se razprostirajo ob cesti Preko - Ugljan in seže vse do severovzhodne obale na kateri leži zalivček Luka Lukoran, ki je dolg okoli 500 in širok od 500 na začetku in do 400 metrov v dnu zaliva. Na dnu zaliva leži pristan, ki je zaščiten  pred vsemi vetrovi, razen pred močnejšo tramontano in maestralom. Plovila se lahko privežejo na urejeni severni in južni obali pri kateri je globina morja 2 do 3 m, ali pa pri dveh manjših pomolih, ki ležita en na severni, drug pa na južni obali. Globina morja pri pomolih je od 1,5 do 2 m. Na obali pred južnim pomolom stoji svetilnik, ki oddaja svetlobni signal: R Bl 2s. Nazivni domet svetilnika je 3 milje.
Mali Lukoran se razprostira na zahodni obali zaliva Luka Sutomiščica.
Lukoran se ponaša z lepo plažo.Plaža je obkrožena s stoletnim borovim gozdom v katerem je avtokamp.

## Naselja
Naselja in zaselki, ki sestavljajo, Lukoran so: Mali Lukoran, Turkija, Zmorac, Primorje, Punta in Rančićevi-Sikirevići.

## Prebivalstvo
Na področju Lukorana živi okoli 750 prebivalcev.
| Pregled števila prebivalcev po letih | Pregled števila prebivalcev po letih | Pregled števila prebivalcev po letih | Pregled števila prebivalcev po letih | Pregled števila prebivalcev po letih | Pregled števila prebivalcev po letih | Pregled števila prebivalcev po letih | Pregled števila prebivalcev po letih | Pregled števila prebivalcev po letih | Pregled števila prebivalcev po letih | Pregled števila prebivalcev po letih | Pregled števila prebivalcev po letih | Pregled števila prebivalcev po letih | Pregled števila prebivalcev po letih | Pregled števila prebivalcev po letih |
| ------------------------------------ | ------------------------------------ | ------------------------------------ | ------------------------------------ | ------------------------------------ | ------------------------------------ | ------------------------------------ | ------------------------------------ | ------------------------------------ | ------------------------------------ | ------------------------------------ | ------------------------------------ | ------------------------------------ | ------------------------------------ | ------------------------------------ |
| 1857                                 | 1869                                 | 1880                                 | 1890                                 | 1900                                 | 1910                                 | 1921                                 | 1931                                 | 1948                                 | 1953                                 | 1961                                 | 1971                                 | 1981                                 | 1991                                 | 2001                                 |
| 552                                  | 630                                  | 672                                  | 793                                  | 818                                  | 970                                  | 1112                                 | 1019                                 | 1252                                 | 1257                                 | 1197                                 | 956                                  | 675                                  | 687                                  | 492                                  |

## Gospodarstvo
Prebivalci se ukvarjajo s poljedelstvom, vinogradništvom, pridelavo oljčnega olja, ribolovom in turizmom. V kraju so na razpolago turistične sobe, apartmaji in avtokamp.

## Zgodovina
Iz rimskega obdobja, ko se je kraj imenoval Laucarani so se ohranili ostanki zgradb in grobov na več krajih v naselju in okolici. Hrvaško naselje se v starih listinah prvič omenja 1075 pod imenom Lukarano.
V srednjem veku je bil kraj v posesti zadarskih benediktincev sv. Kerševana. cerkvica sv. Lovre s potezami romanskega sloga je bila v 1877 prezidana, z imenom stare srednjeveške cerkve ki še zmeraj stoji na pokopališču pri zaselku Turkija.
Pod zaselkom Zmorac ležijo ostanki gotske cerkvice in stavbe, ki so ju po pripovedovanju postavili v 14. stoletju menihi iz Egipta.

## Zanimivost
Po pripovedovanju, naj bi v Malem Lokuranu hrvaški pesnik Petar Preradović, očaran nad vzhodom sonca napisal znano hrvaško pesem, ki vzbuja narodno zavest »Zora puca«.